# Nitro (chimie)
Pour les articles homonymes, voir Nitro.

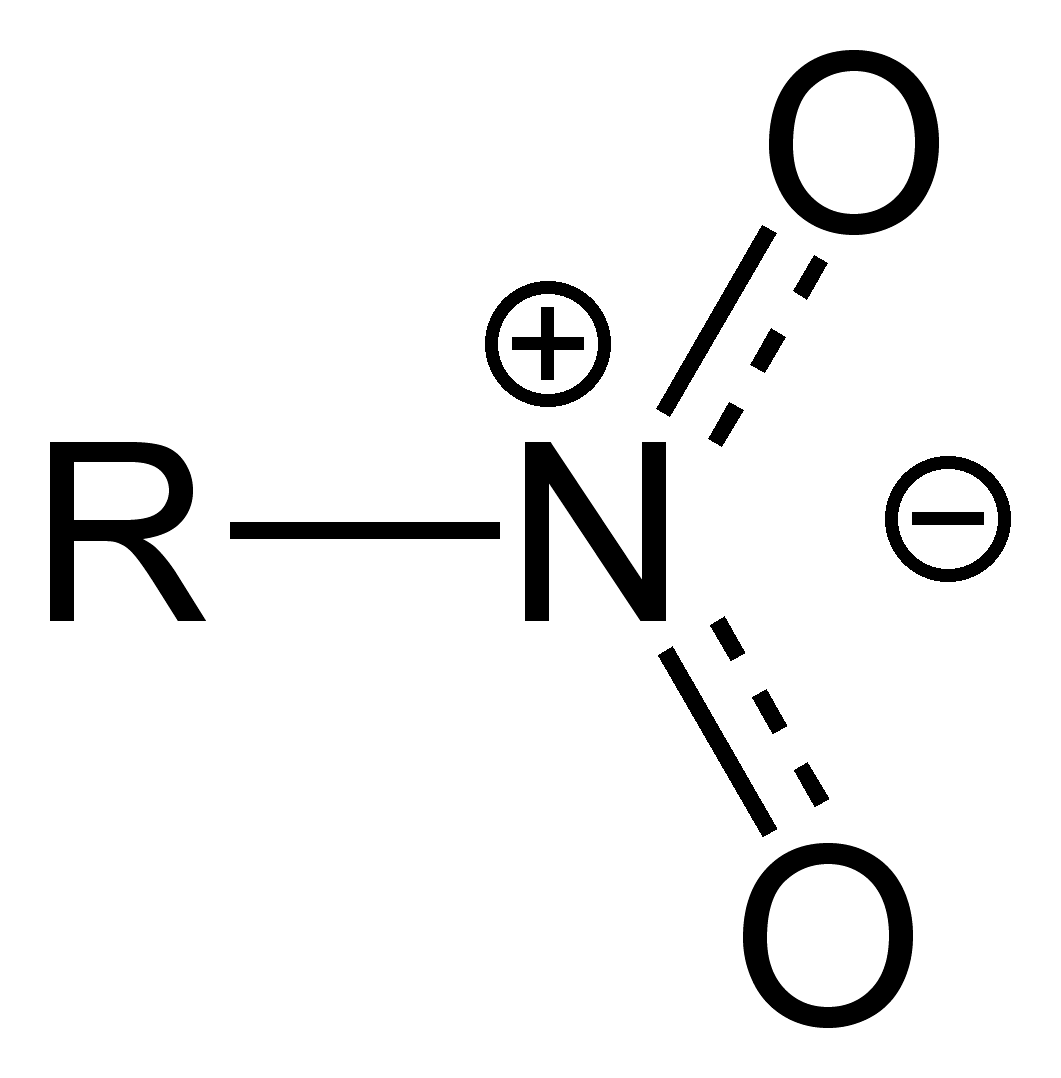

En chimie, le groupe nitro est un groupe fonctionnel de formule {\displaystyle {\ce {-NO2}}}.

## Généralités
Le groupe nitro a un effet désactivant sur le noyau aromatique et réduit la capacité de ce dernier à effectuer des substitutions électrophiles. La raison de cette désactivation est due à l'attraction des électrons du noyau aromatique vers le groupe nitro, ce qui cause une déficience électronique en position para et ortho. La position méta est dès lors favorisée.
L'effet mésomère attracteur du groupe nitro accentue le caractère acide d'un proton en α. Le pKa d'un nitroalcane est ainsi de l'ordre de 10-12.

## Nomenclature
Pour nommer un composé comportant un groupe nitro, il suffit d'ajouter le préfixe nitro- ainsi que la position au nom de la structure principale. Ce groupe fonctionnel n'a pas de suffixe et ne peut être considéré comme un groupe principal, même par rapport à un simple alcane.
Exemples :

Nitrobenzène.
1,3,5-Trinitrobenzène.
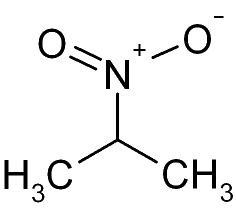
2-Nitropropane.

## Synthèse
La synthèse de composés nitrés s'effectue par nitration. La voie de synthèse est dépendante du réactif initial. On distingue deux manières principales de produire des composés nitrés :
- Composés aromatiques :

La nitration des composés aromatiques s'effectue par substitution électrophile. Un mélange d'acides forts, acide sulfurique principalement, et d'acide nitrique forme l'ion nitronium qui vient se greffer sur le composé aromatique pour former un intermédiaire de Wheland, puis un proton est éliminé pour permettre le retour à l'aromaticité du composé.
- Composés aliphatiques :

Les composés aliphatiques sont nitrés en phase gazeuse en présence d'acide nitrique. Ce dernier forme le radical NO2 à des températures supérieures à 350 °C qui réagit avec le substrat.